# گورنیا ترشنئیتسا
گورنیا ترشنئیتسا (به صربی: Gornja Trešnjica) یک روستا در صربستان است که در Ljubovija واقع شده‌است.